# Ochetostethus opacus
Ochetostethus opacus – gatunek pluskwiaka z podrzędu różnoskrzydłych i rodziny ziemikowatych. Zamieszkuje palearktyczną Eurazję od środkowo-zachodniej Europy po Syberię i północno-zachodnie Chiny.

## Taksonomia
Gatunek ten opisany został po raz pierwszy w 1847 roku przez Heinricha Scholtza pod nazwą Cydnus opacus. Jako lokalizację typową wskazano wrocławskie Karłowice.

## Morfologia
Pluskwiak o ciele w zarysie owalnym, lekko wydłużonym, o niemal równoległych bokach, osiągającym od 3 do 4,2 mm długości. Wierzch ciała jest słabo wypukły, bardzo gęsto punktowany i wskutek tego prawie matowy. Głowa jest czarna lub czarnobrązowa, o oczach słabo wyłupiastych, zagłębionych do połowy szerokości. Wierzchołek nadustka zakryty jest policzkami. Przedplecze jest czarne lub czarnobrązowe, pośrodku zaopatrzone w poprzeczne wgłębienie, które bywa jednak prawie niewidoczne. Tarczka jest tej samej barwy co głowa i przedplecze. Półpokrywy mają kasztanowe do ciemnobrązowych przykrywki oraz mlecznobiałe lub brązowawe zakrywki z ciemnym użyłkowaniem. Odwłok ma listewkę brzeżną koloru kasztanowego do ciemnobrązowego.

## Ekologia i występowanie
Owad ten zasiedla stanowiska o glebie piaszczystej, rzadziej zbiorowiska kserotermiczne o glebie słabiej przepuszczalnej i wapiennym podłożu. Zarówno larwy jak i postacie dorosłe są fitofagami ssącymi soki z roślin należących do takich gatunków jak bylica polna, strzęplica sina i szczotlicha siwa. Pędzą skryty tryb życia bytując u nasady łodyg roślin żywicielskich lub zagrzebując się przy nich w glebie, nawet do głębokości 5 cm. Stadium zimującym jest postać dorosła. Osobniki dorosłe starego pokolenia obserwuje się do początku czerwca, a nowego pokolenia od lipca.
Gatunek palearktyczny. W Europie znany jest z Niemiec, Szwajcarii, Liechtensteinu, Austrii, Włoch, Norwegii, Finlandii, Łotwy, Litwy, Polski, Czech, Słowacji, Węgier, Ukrainy, Mołdawii, Rumunii, Bułgarii, Słowenii, Chorwacji, Bośni i Hercegowiny, Czarnogóry, Serbii, Albanii, Macedonii Północnej, Grecji oraz europejskich części Rosji i Turcji. W Azji notowany jest z Syberii, Cypru, anatolijskiej części Turcji, Gruzji, Armenii, Azerbejdżanu, Syrii, Libanu, Izraela, Kazachstanu, Uzbekistanu, Tadżykistanu, Kirgistanu, Iraku, Iranu, Afganistanu i północno-zachodnich Chin.
Na „Czerwonej liście gatunków zagrożonych Republiki Czeskiej” umieszczony jest jako gatunek regionalnie wymarły (RE).